# Zofia cieszyńska (1449/1453–1479)
Zofia (ur. między 1449 a 1453, zm. w 1479) – księżniczka cieszyńska z dynastii Piastów.
Córka księcia cieszyńskiego Bolesława II i Anny, córki księcia bielskiego Iwana, a zarazem siostrzenicy królowej polskiej Zofii Holszańskiej. Żona księcia Rzeszy, pana na Ziębicach i Kłodzku Wiktoryna z Podiebradów, syna króla Czech Jerzego.
Na chrzcie nadano jej imię po Zofii Holszańskiej. Była to część polityki Piastów cieszyńskich, polegająca na zacieśnianiu stosunków z dworem polskim. Również imię jedynego syna Bolesława II nawiązywało do członka polskiej rodziny królewskiej, najważniejszego jego przedstawiciela – króla Polski Kazimierza Jagiellończyka. Piastówna, która szybko straciła ojca lub urodziła się już po jego śmierci, była wychowywana przez matkę Annę oraz stryja Przemysława II. Ten w 1474, aby umocnić sojusz wojenny przeciwko księciu rybnickiemu Wacławowi III, wydał ją za Wiktoryna z Podiebradów. W ten sposób Piastówna została drugą żoną Podiebrada. W trakcie małżeństwa z Wiktorynem urodziła troje dzieci: Bartłomieja (zm. 1515), Wawrzyńca (zm. 1503) i Magdalenę Eufemię (zm. 1497) – cysterkę trzebnicką.